# Раттаи, Евжен
Евжен Раттаи (чеш. Evžen Rattay; 11 декабря 1945 — 26 декабря 2015) — чешский виолончелист.
Племянник Ойгена Раттаи (1914—2008), хормейстера и скрипичного педагога из города Духцов. Окончил Пражскую консерваторию, ученик Богуша Герана и Бедржиха Яроша. Затем учился в Академии музыкального искусства у Саши Вечтомова.
Ещё в годы студенчества в 1964 г. вошёл в состав Квартета имени Талиха, оставаясь его неизменным участником на протяжении 34 лет; в составе квартета Раттаи принял участие в более чем 3000 концертах, осуществил записи всех квартетов Моцарта, Бетховена, Бартока и Яначека. После преобразования квартета в сторону омоложения вместе с первой скрипкой первого состава квартета Петром Месьерером создал пражский Рафаэль-квартет.